# FIFA év játékosa 1991
A díj első nyertese a német Lothar Matthäus volt.

## Végeredmény
| #  | Játékos           | Pont | Csapat(ok)                |
| -- | ----------------- | ---- | ------------------------- |
| 1  | Lothar Matthäus   | 128  | Internazionale            |
| 2  | Jean-Pierre Papin | 113  | Marseille                 |
| 3  | Gary Lineker      | 40   | Tottenham Hotspur         |
| 4  | Robert Prosinečki | 38   | Crvena Zvezda Real Madrid |
| 5  | Marco van Basten  | 23   | AC Milan                  |
| 6  | Franco Baresi     | 12   | AC Milan                  |
| 7  | Iván Zamorano     | 10   | Sevilla FC                |
| 8  | Andreas Brehme    | 9    | Internazionale            |
| 9  | Gianluca Vialli   | 8    | Sampdoria                 |
| 10 | Enzo Scifo        | 7    | Auxerre Torino            |